# Triacanthus biaculeatus
Triacanthus biaculeatus és una espècie de peix de la família dels triacàntids i de l'ordre dels tetraodontiformes.

## Morfologia
- Els mascles poden assolir 30 cm de longitud total.[2][3]

## Alimentació
Menja invertebrats bentònics.

## Hàbitat
És un peix de clima tropical (20 °C-30 °C) i demersal.

## Distribució geogràfica
Es troba des del Golf Pèrsic fins a la Badia de Bengala, l'est d'Austràlia, el sud del Japó i la Xina.

## Ús comercial
És venut fresc als mercats.

## Observacions
És emprat a la medicina xinesa tradicional.